# Copa del Rey de fútbol 1986-87
La Copa del Rey de Fútbol 1986-87 fue la edición número 83 de dicha competición española. Se disputó entre el 2 de septiembre de 1986 y el 27 de junio de 1987 y contó con la participación de 141 equipos de las principales categorías del país: Primera, Segunda, Segunda B y Tercera.
Para relanzar el interés deportivo y minimizar las pérdidas económicas las primeras rondas del torneo se disputaron a partido único copiando el sistema de la FA Cup inglesa, este modelo no cuajó y al año siguiente se volvió a utilizar el formato habitual.
Tras 153 partidos y casi 10 meses de competición se llegó a la gran final disputada en el estadio de La Romareda (Zaragoza). Los contendientes fueron la Real Sociedad y el Atlético de Madrid, club que jugaba su segunda final en los últimos tres años. Era la quinta vez en la temporada que se enfrentaban estos dos clubes (2 en liga y 2 en play-off). El resultado reflejó un empate a 2 tras los 90 primeros minutos y terminó decantándose a favor del conjunto txuri-urdin tras disputarse la tanda de penaltis, siendo la tercera vez que el campeón se decidía desde los 11 metros.
Fue el primer título de Copa para el conjunto vasco (en 1909 lo había ganado su antecedente, el Club Ciclista de San Sebastián) y significó el momento culmen de la conocida como edad de plata en la historia del club.
El vigente campeón del torneo, el Real Zaragoza, cayó derrotado por 2-1 (en el marcador global) por el RCD Mallorca en los octavos de final.

## Formato
| Ronda            | Partidos | Equipos | Equipos | Equipos | Notas                                            |
| ---------------- | -------- | ------- | ------- | ------- | ------------------------------------------------ |
| 1.ª Ronda        | 63       | 141     |         | 78      | Todos los clubes participantes inician el torneo |
| 2.ª Ronda        | 33       | 78      |         | 45      |                                                  |
| 3.ª Ronda        | 20       | 45      |         | 25      |                                                  |
| 4.ª Ronda        | 9        | 25      |         | 16      |                                                  |
| Octavos de Final | 8        | 16      |         | 8       | ()                                               |
| Cuartos de Final | 4        | 8       |         | 4       |                                                  |
| Semifinales      | 2        | 4       |         | 2       |                                                  |
| Final            | 1        | 2       |         | 1       |                                                  |

| División       | Núm. Equipos |
| -------------- | ------------ |
| 1.ª División   | 18           |
| 2.ª División   | 18           |
| 2.ª División B | 20           |
| 3.ª División   | 85           |
|                |              |
| Total Equipos  | 141          |

() Equipos que juegan competición Europea / Athletic Club, Atlético de Madrid, FC Barcelona, Real Madrid CF, Real Zaragoza comenzaron el torneo en los octavos de final.

## 1.ª Ronda
| |             |                           |  |              |                                             |                                                             |  |                                                        |
| Alondras CF | 1 – 2       | CD Ourense                |  | 2 Sep, 1986  | Campo do Morrazo, Cangas                    |                                                             |  |                                                        |
| |             |                           |  |              |                                             |                                                             |  |                                                        |
| Cultural Durango | 1 – 1 (pen) | SD Eibar                  |  | 10 Sep, 1986 | Tabira, Durango                             |                                                             |  | Penaltis: 3 - 4 favorable al SD Eibar.                 |
| |             |                           |  |              |                                             |                                                             |  |                                                        |
| CD Ilicitano | 1 – 2       | Real Murcia CF            |  | 17 Sep, 1986 | Nou Estadi, Elche                           | Rep.                                                        |  |                                                        |
| |             |                           |  |              |                                             |                                                             |  |                                                        |
| CF L´Hospitalet | 1 – 4       | RCD Mallorca              |  | 17 Sep, 1986 | —, Ibiza                                    | Rep.                                                        |  |                                                        |
| |             |                           |  |              |                                             |                                                             |  |                                                        |
| SD Ponferradina | 0 – 2       | Real Valladolid Deportivo |  | 17 Sep, 1986 | Fuentesnuevas, Ponferrada                   | Rep.                                                        |  |                                                        |
| |             |                           |  |              |                                             |                                                             |  |                                                        |
| Viveiro CF | 0 – 4       | Celta de Vigo             |  | 17 Sep, 1986 | Cantarrana, Vivero                          |                                                             |  |                                                        |
| |             |                           |  |              |                                             |                                                             |  |                                                        |
| UB Conquense | 1 – 0       | Castilla CF               |  | 17 Sep, 1986 | La Fuensanta, Cuenca                        |                                                             |  |                                                        |
| |             |                           |  |              |                                             |                                                             |  |                                                        |
| Portonovo SD | 1 – 1 (pen) | Deportivo de La Coruña    |  | 17 Sep, 1986 | Baltar, Pontevedra                          |                                                             |  | Penaltis: x - x favorable al Deportivo de La Coruña.   |
| |             |                           |  |              |                                             |                                                             |  |                                                        |
| Coria CF | 0 – 2       | Real Betis                |  | 17 Sep, 1986 | Guadalquivir, Coria del Río                 | Rep.                                                        |  |                                                        |
| |             |                           |  |              |                                             |                                                             |  |                                                        |
| SD Laredo | 2 – 4       | Racing de Santander       |  | 17 Sep, 1986 | San Lorenzo, Laredo                         | Rep.                                                        |  |                                                        |
| |             |                           |  |              |                                             |                                                             |  |                                                        |
| Real Avilés Industrial | 0 – 4       | Sporting de Gijón         |  | 17 Sep, 1986 | Román Suárez Puerta, Avilés                 | Rep.                                                        |  |                                                        |
| |             |                           |  |              |                                             |                                                             |  |                                                        |
| Atlético Valdemoro | 2 – 1       | CD Leganés                |  | 17 Sep, 1986 | Municipal, Valdemoro                        |                                                             |  |                                                        |
| |             |                           |  |              |                                             |                                                             |  |                                                        |
| CD Santurtzi | 1 – 2       | Sestao SC                 |  | 17 Sep, 1986 | San Jorge, Santurce                         |                                                             |  |                                                        |
| |             |                           |  |              |                                             |                                                             |  |                                                        |
| Ontinyent CF | 2 – 1       | UD Alzira                 |  | 17 Sep, 1986 | El Clariano, Onteniente                     |                                                             |  |                                                        |
| |             |                           |  |              |                                             |                                                             |  |                                                        |
| CD Teruel | 1 – 3 (pro) | CD Logroñés               |  | 17 Sep, 1986 | Pinilla, Teruel                             |                                                             |  |                                                        |
| |             |                           |  |              |                                             |                                                             |  |                                                        |
| CD Burriana | 0 – 1       | CD Castellón              |  | 17 Sep, 1986 | Municipal San Fernando, Burriana            | Rep.                                                        |  |                                                        |
| |             |                           |  |              |                                             |                                                             |  |                                                        |
| Córdoba CF | 0 – 2       | Sevilla FC                |  | 17 Sep, 1986 | Arcángel, Córdoba                           | Rep.                                                        |  |                                                        |
| |             |                           |  |              |                                             |                                                             |  |                                                        |
| CE Manresa | 6 – 2       | UE Figueres               |  | 17 Sep, 1986 | El Congost, Manresa                         | Rep.                                                        |  |                                                        |
| |             |                           |  |              |                                             |                                                             |  |                                                        |
| Albacete Balompié | 1 – 0       | Elche CF                  |  | 17 Sep, 1986 | Carlos Belmonte, Albacete                   | Rep.                                                        |  |                                                        |
| |             |                           |  |              |                                             |                                                             |  |                                                        |
| CF Gandía | 2 – 0       | CD Mestalla               |  | 17 Sep, 1986 | Guillermo Olagüe, Gandía                    |                                                             |  |                                                        |
| |             |                           |  |              |                                             |                                                             |  |                                                        |
| Girona FC | 2 – 3       | FC Barcelona Atlètic      |  | 17 Sep, 1986 | Municipal de Montilivi, Gerona              | Rep.                                                        |  |                                                        |
| |             |                           |  |              |                                             |                                                             |  |                                                        |
| Caudal Deportivo | 0 – 1       | Real Oviedo               |  | 17 Sep, 1986 | Hermanos Antuña, Mieres                     |                                                             |  |                                                        |
| |             |                           |  |              |                                             |                                                             |  |                                                        |
| SD Huesca | 0 – 1       | CA Osasuna                |  | 17 Sep, 1986 | El Alcoraz, Huesca                          | Rep.                                                        |  |                                                        |
| |             |                           |  |              |                                             |                                                             |  |                                                        |
| CFJ Mollerussa | 1 – 2       | CE Sabadell FC            |  | 17 Sep, 1986 | Municipal d'Esports, Mollerusa              | Rep.                                                        |  |                                                        |
| |             |                           |  |              |                                             |                                                             |  |                                                        |
| AEC Manlleu | 4 – 4 (pen) | RCD Español               |  | 17 Sep, 1986 | Municipal, Manlleu                          | Rep.                                                        |  | Penaltis: 3 - 4 favorable al RCD Español.              |
| |             |                           |  |              |                                             |                                                             |  |                                                        |
| UD Pilas | 0 – 0 (pen) | Cádiz CF                  |  | 17 Sep, 1986 | Los Ventolines, Pilas                       | Rep.                                                        |  | Penaltis: 2 - 4 favorable al Cádiz CF.                 |
| |             |                           |  |              |                                             |                                                             |  |                                                        |
| CD Maspalomas | 1 – 4       | UD Las Palmas             |  | 17 Sep, 1986 | Municipal, San Bartolomé de Tirajana        | Rep.                                                        |  |                                                        |
| |             |                           |  |              |                                             |                                                             |  |                                                        |
| Villarreal CF | 2 – 2 (pen) | Valencia CF               |  | 17 Sep, 1986 | El Madrigal, Villarreal                     | Rep.                                                        |  | Penaltis: 4 - 3 favorable al Villarreal CF.            |
| |             |                           |  |              |                                             |                                                             |  |                                                        |
| CD Eldense | 2 – 0 (pro) | Hércules CF               |  | 17 Sep, 1986 | Municipal Pepico Amat, Elda                 |                                                             |  |                                                        |
| |             |                           |  |              |                                             |                                                             |  |                                                        |
| CD San Andrés | 1 – 4       | CD Tenerife               |  | 17 Sep, 1986 | Traslarena, San Andrés                      |                                                             |  |                                                        |
| |             |                           |  |              |                                             |                                                             |  |                                                        |
| AD Ceuta | 2 – 2 (pen) | Recreativo de Huelva      |  | 17 Sep, 1986 | Municipal Alfonso Murube, Ceuta             | Rep.                                                        |  | Penaltis: 11 - 10 favorable al AD Ceuta.               |
| |             |                           |  |              |                                             |                                                             |  |                                                        |
| Real Balompédica Linense | 1 – 1 (pen) | Xerez CD                  |  | 17 Sep, 1986 | La Línea, La Línea de la Concepción         |                                                             |  | Penaltis: x - x favorable al Real Balompédica Linense. |
| |             |                           |  |              |                                             |                                                             |  |                                                        |
| Granada CF | 0 – 1 (pro) | CD Málaga                 |  | 17 Sep, 1986 | Los Cármenes, Granada                       |                                                             |  |                                                        |
| |             |                           |  |              |                                             |                                                             |  |                                                        |
| CD Alcoyano | 4 – 0       | CF Nules                  |  | 17 Sep, 1986 | El Collao, Alcoy                            |                                                             |  |                                                        |
| |             |                           |  |              |                                             |                                                             |  |                                                        |
| UD Salamanca | 7 – 0       | CD Toreno                 |  | 17 Sep, 1986 | Helmántico, Salamanca                       |                                                             |  |                                                        |
| |             |                           |  |              |                                             |                                                             |  |                                                        |
| CD Ronda | 1 – 0       | Polideportivo Almería     |  | 17 Sep, 1986 | Municipal, Ronda                            |                                                             |  |                                                        |
| |             |                           |  |              |                                             |                                                             |  |                                                        |
| CF Sporting Mahonés | 0 – 2       | UD Poblense               |  | 17 Sep, 1986 | Bintaufa, Mahón                             | Rep.                                                        |  |                                                        |
| |             |                           |  |              |                                             |                                                             |  |                                                        |
| Gran Peña Celtista | 0 – 1       | CD Lugo                   |  | 17 Sep, 1986 | Balaídos, Vigo                              |                                                             |  |                                                        |
| |             |                           |  |              |                                             |                                                             |  |                                                        |
| Fabril Deportivo | 0 – 3       | CD Endesa As Pontes       |  | 17 Sep, 1986 | Riazor, La Coruña                           |                                                             |  |                                                        |
| |             |                           |  |              |                                             |                                                             |  |                                                        |
| CD Mosconia | 1 – 2       | UP Langreo                |  | 17 Sep, 1986 | Marqués de La Vega de Anzo, Grado           |                                                             |  |                                                        |
| |             |                           |  |              |                                             |                                                             |  |                                                        |
| CD Oberena | 1 – 2       | Osasuna Promesas          |  | 17 Sep, 1986 | Oberena, Pamplona                           |                                                             |  |                                                        |
| |             |                           |  |              |                                             |                                                             |  |                                                        |
| UE Sant Andreu | 2 – 3 (pro) | Terrassa FC               |  | 17 Sep, 1986 | Narcís Sala, Barcelona                      | Rep.                                                        |  |                                                        |
| |             |                           |  |              |                                             |                                                             |  |                                                        |
| CP Villarrobledo | 1 – 1 (pen) | Águilas CF                |  | 17 Sep, 1986 | Nuestra Señora de la Caridad, Villarrobledo |                                                             |  | Penaltis: x - x favorable al Águilas CF.               |
| |             |                           |  |              |                                             |                                                             |  |                                                        |
| Bigastro CF | 1 – 1 (pen) | Torrevieja CF             |  | 17 Sep, 1986 | El Molino, Bigastro                         |                                                             |  | Penaltis: x - x favorable al Torrevieja CF.            |
| |             |                           |  |              |                                             |                                                             |  |                                                        |
| Cultural Leonesa | 2 – 1       | SD Gimnástica Segoviana   |  | 17 Sep, 1986 | Antonio Amilivia, León                      |                                                             |  |                                                        |
| |             |                           |  |              |                                             |                                                             |  |                                                        |
| Atlético Marbella | 4 – 1       | CD Baza                   |  | 17 Sep, 1986 | Municipal, Marbella                         |                                                             |  |                                                        |
| |             |                           |  |              |                                             |                                                             |  |                                                        |
| Atlético Malagueño | 0 – 0 (pen) | CD Martos                 |  | 17 Sep, 1986 | La Rosaleda, Málaga                         |                                                             |  | Penaltis: x - x favorable al Atlético Malagueño.       |
| |             |                           |  |              |                                             |                                                             |  |                                                        |
| Atlético Sanluqueño CF | 3 – 0       | CD Pozoblanco             |  | 17 Sep, 1986 | El Palmar, Sanlúcar de Barrameda            | Rep.                                                        |  |                                                        |
| |             |                           |  |              |                                             |                                                             |  |                                                        |
| CD Utrera | 1 – 0       | Sevilla Atlético          |  | 17 Sep, 1986 | San Juan Bosco, Utrera                      | Rep.                                                        |  |                                                        |
| |             |                           |  |              |                                             |                                                             |  |                                                        |
| UD Lanzarote | 0 – 1       | UD Las Palmas Atlético    |  | 17 Sep, 1986 | Ciudad Deportiva de Lanzarote, Lanzarote    |                                                             |  |                                                        |
| |             |                           |  |              |                                             |                                                             |  |                                                        |
| SD Tenisca | 0 – 0 (pen) | CD Mensajero              |  | 17 Sep, 1986 | Miraflores, Santa Cruz de La Palma          |                                                             |  | Penaltis: x - x favorable al CD Mensajero.             |
| |             |                           |  |              |                                             |                                                             |  |                                                        |
| CD Badía | 2 – 3       | Atlético Baleares         |  | 17 Sep, 1986 | San Lorenzo, San Lorenzo del Cardezar       |                                                             |  |                                                        |
| |             |                           |  |              |                                             |                                                             |  |                                                        |
| CD Constància | 0 – 1       | SD Ibiza                  |  | 17 Sep, 1986 | Nuevo Campo de Inca, Inca                   |                                                             |  |                                                        |
| |             |                           |  |              |                                             |                                                             |  |                                                        |
| CD Don Benito | 3 – 1       | Moralo CP                 |  | 17 Sep, 1986 | Vicente Sanz, Don Benito                    |                                                             |  |                                                        |
| |             |                           |  |              |                                             |                                                             |  |                                                        |
| CP Cacereño | 0 – 2       | UD Montijo                |  | 17 Sep, 1986 | Príncipe Felipe, Cáceres                    |                                                             |  |                                                        |
| |             |                           |  |              |                                             |                                                             |  |                                                        |
| CF Extremadura | 2 – 1       | CD Badajoz                |  | 17 Sep, 1986 | Francisco de la Hera, Almendralejo          |                                                             |  |                                                        |
| |             |                           |  |              |                                             |                                                             |  |                                                        |
| Atlético Madrileño | 2 – 1 (pro) | Rayo Vallecano            |  | 18 Sep, 1986 | Vicente Calderón, Madrid                    | Rep. Archivado el 20 de febrero de 2014 en Wayback Machine. |  |                                                        |
| |             |                           |  |              |                                             |                                                             |  |                                                        |
| Deportivo Alavés | 1 – 2       | Bilbao Athletic           |  | 18 Sep, 1986 | Mendizorroza, Vitoria                       |                                                             |  |                                                        |
| |             |                           |  |              |                                             |                                                             |  |                                                        |
| Cultural de León | 0 – 2       | Real Burgos CF            |  | 18 Sep, 1986 | Antonio Amilivia, León                      |                                                             |  |                                                        |
| |             |                           |  |              |                                             |                                                             |  |                                                        |
| CD Valdepeñas | 2 – 3       | Real Madrid Aficionados   |  | 18 Sep, 1986 | —, Valdepeñas                               |                                                             |  |                                                        |
| |             |                           |  |              |                                             |                                                             |  |                                                        |
| CD Baskonia | 1 – 0       | SD Erandio                |  | 18 Sep, 1986 | Pedro López Cortázar, Basauri               |                                                             |  |                                                        |
| |             |                           |  |              |                                             |                                                             |  |                                                        |
| Atlético Monzón | 2 – 1 (pro) | CD Arnedo                 |  | 18 Sep, 1986 | Isidro Calderón, Monzón                     |                                                             |  |                                                        |
| |             |                           |  |              |                                             |                                                             |  |                                                        |
| Barakaldo CF | 2 – 1       | SD Amorebieta             |  | 18 Sep, 1986 | Lasesarre, Baracaldo                        |                                                             |  |                                                        |
| |             |                           |  |              |                                             |                                                             |  |                                                        |
| |             |                           |  |              |                                             |                                                             |  |                                                        |
| Exentos: San Sebastián CF, Atlético Astorga FC, Mallorca Atlético, CD Roquetas, UE Lleida, Olímpic de Xàtiva, Cartagena FC, Rayo Cantabria, Real Sociedad, Athletic Club, Atlético de Madrid, FC Barcelona, Real Madrid CF, Real Zaragoza. |             |                           |  |              |                                             |                                                             |  |                                                        |
| Exento: Real Valladolid Promesas, su oponente, el Palencia CF se disolvió por problemas económicos. |             |                           |  |              |                                             |                                                             |  |                                                        |
| Resultados de los partidos jugados: 17 septiembre / 18 septiembre |             |                           |  |              |                                             |                                                             |  |                                                        |

## 2.ª Ronda
| |             |                           |  |              |                                        |      |  |                                                                     |
| Sporting de Gijón | 1 – 1 (pen) | Racing de Santander       |  | 1 Oct, 1986  | El Molinón, Gijón                      | Rep. |  | Penaltis: 1 - 3 favorable al Racing de Santander.                   |
| |             |                           |  |              |                                        |      |  |                                                                     |
| CE Manresa | 0 – 4       | CE Sabadell FC            |  | 1 Oct, 1986  | El Congost, Manresa                    | Rep. |  |                                                                     |
| |             |                           |  |              |                                        |      |  |                                                                     |
| Real Madrid Aficionados | 1 – 0       | Atlético Madrileño        |  | 1 Oct, 1986  | Ciudad Deportiva, Madrid               |      |  |                                                                     |
| |             |                           |  |              |                                        |      |  |                                                                     |
| Atlético Sanluqueño CF | 0 – 1       | Cádiz CF                  |  | 1 Oct, 1986  | El Palmar, Sanlúcar de Barrameda       | Rep. |  |                                                                     |
| |             |                           |  |              |                                        |      |  |                                                                     |
| Albacete Balompié | 3 – 2       | Real Murcia CF            |  | 1 Oct, 1986  | Carlos Belmonte, Albacete              | Rep. |  |                                                                     |
| |             |                           |  |              |                                        |      |  |                                                                     |
| Real Burgos CF | 0 – 3       | Real Valladolid Deportivo |  | 1 Oct, 1986  | El Plantío, Burgos                     | Rep. |  |                                                                     |
| |             |                           |  |              |                                        |      |  |                                                                     |
| SD Ibiza | 1 – 4 (pro) | RCD Mallorca              |  | 1 Oct, 1986  | Can Misses, Ibiza                      | Rep. |  |                                                                     |
| |             |                           |  |              |                                        |      |  |                                                                     |
| Barakaldo CF | 2 – 3       | San Sebastián CF          |  | 1 Oct, 1986  | Lasesarre, Baracaldo                   |      |  |                                                                     |
| |             |                           |  |              |                                        |      |  |                                                                     |
| CD Ourense | 1 – 0       | CD Lugo                   |  | 1 Oct, 1986  | O Couto, Orense                        |      |  |                                                                     |
| |             |                           |  |              |                                        |      |  |                                                                     |
| CD Baskonia | 0 – 1       | Real Sociedad             |  | 1 Oct, 1986  | Pedro López Cortázar, Basauri          | Rep. |  |                                                                     |
| |             |                           |  |              |                                        |      |  |                                                                     |
| Atlético Valdemoro | 2 – 1       | UB Conquense              |  | 1 Oct, 1986  | Municipal, Valdemoro                   |      |  |                                                                     |
| |             |                           |  |              |                                        |      |  |                                                                     |
| Atlético Monzón | 0 – 6       | CA Osasuna                |  | 1 Oct, 1986  | Isidro Calderón, Monzón                | Rep. |  |                                                                     |
| |             |                           |  |              |                                        |      |  |                                                                     |
| Ontinyent CF | 0 – 1       | CD Castellón              |  | 1 Oct, 1986  | El Clariano, Onteniente                | Rep. |  |                                                                     |
| |             |                           |  |              |                                        |      |  |                                                                     |
| UD Salamanca | 3 – 0       | Real Valladolid Promesas  |  | 1 Oct, 1986  | Helmántico, Salamanca                  |      |  |                                                                     |
| |             |                           |  |              |                                        |      |  |                                                                     |
| Atlético Astorga FC | 0 – 3       | Cultural Leonesa          |  | 1 Oct, 1986  | La Eragudina, Astorga                  |      |  |                                                                     |
| |             |                           |  |              |                                        |      |  |                                                                     |
| CD Endesa As Pontes | 1 – 3       | Celta de Vigo             |  | 1 Oct, 1986  | O Poboado, Puentes de García Rodríguez | Rep. |  |                                                                     |
| |             |                           |  |              |                                        |      |  |                                                                     |
| Osasuna Promesas | 1 – 2 (pro) | CD Logroñés               |  | 1 Oct, 1986  | El Sadar, Pamplona                     | Rep. |  |                                                                     |
| |             |                           |  |              |                                        |      |  |                                                                     |
| SD Eibar | 2 – 1       | Sestao SC                 |  | 1 Oct, 1986  | Ipurúa, Éibar                          | Rep. |  |                                                                     |
| |             |                           |  |              |                                        |      |  |                                                                     |
| CD Ronda | 2 – 3       | CD Málaga                 |  | 1 Oct, 1986  | Municipal, Ronda                       | Rep. |  |                                                                     |
| |             |                           |  |              |                                        |      |  |                                                                     |
| Terrassa FC | 2 – 1       | RCD Español               |  | 1 Oct, 1986  | Estadi Municipal, Tarrasa              | Rep. |  |                                                                     |
| |             |                           |  |              |                                        |      |  |                                                                     |
| Mallorca Atlético | 3 – 3 (pen) | UD Poblense               |  | 1 Oct, 1986  | Lluís Sitjar, Palma de Mallorca        | Rep. |  | Penaltis: 4 - 3 favorable al Mallorca Atlético.                     |
| |             |                           |  |              |                                        |      |  |                                                                     |
| UD Las Palmas Atlético | 3 – 0       | CD Mensajero              |  | 1 Oct, 1986  | Insular, Las Palmas de Gran Canaria    |      |  |                                                                     |
| |             |                           |  |              |                                        |      |  |                                                                     |
| CF Extremadura | 2 – 1       | CD Don Benito             |  | 1 Oct, 1986  | Francisco de la Hera, Almendralejo     |      |  |                                                                     |
| |             |                           |  |              |                                        |      |  |                                                                     |
| Torrevieja CF | 5 – 2       | Águilas CF                |  | 1 Oct, 1986  | Municipal Vicente García, Torrevieja   |      |  |                                                                     |
| |             |                           |  |              |                                        |      |  |                                                                     |
| Atlético Malagueño | 0 – 4       | CD Roquetas               |  | 1 Oct, 1986  | La Rosaleda, Málaga                    |      |  |                                                                     |
| |             |                           |  |              |                                        |      |  |                                                                     |
| UE Lleida | 2 – 3 (pro) | FC Barcelona Atlètic      |  | 1 Oct, 1986  | Camp d'Esports, Lérida                 | Rep. |  |                                                                     |
| |             |                           |  |              |                                        |      |  |                                                                     |
| AD Ceuta | 0 – 2       | Sevilla FC                |  | 1 Oct, 1986  | Municipal Alfonso Murube, Ceuta        | Rep. |  |                                                                     |
| |             |                           |  |              |                                        |      |  |                                                                     |
| CD Tenerife | 1 – 4       | UD Las Palmas             |  | 1 Oct, 1986  | Heliodoro Rodríguez López, Santa Cruz  | Rep. |  |                                                                     |
| |             |                           |  |              |                                        |      |  |                                                                     |
| CD Utrera | 0 – 4 (pro) | Real Betis                |  | 1 Oct, 1986  | Municipal San Juan Bosco, Utrera       | Rep. |  |                                                                     |
| |             |                           |  |              |                                        |      |  |                                                                     |
| CD Alcoyano | 3 – 1       | Olímpic de Xàtiva         |  | 1 Oct, 1986  | El Collao, Alcoy                       |      |  |                                                                     |
| |             |                           |  |              |                                        |      |  |                                                                     |
| Villarreal CF | 0 – 0 (pen) | CF Gandía                 |  | 1 Oct, 1986  | El Madrigal, Villarreal                | Rep. |  | Penaltis: 3 - 0 favorable al Villarreal CF.                         |
| |             |                           |  |              |                                        |      |  |                                                                     |
| CD Eldense | 1 – 1 (pen) | Cartagena FC              |  | 14 Oct, 1986 | Municipal Pepico Amat, Elda            |      |  | Penaltis: 11 - 10 favorable al CD Eldense.                          |
| |             |                           |  |              |                                        |      |  |                                                                     |
| Rayo Cantabria | 0 – 1 (pro) | Real Oviedo               |  | 1 Oct, 1986  | El Sardinero, Santander                | Rep. |  | Partido suspendido (min. 75) por la niebla, reanudado el 15 de Oct. |
| |             |                           |  |              |                                        |      |  |                                                                     |
| |             |                           |  |              |                                        |      |  |                                                                     |
| Exentos: Bilbao Athletic, Atlético Baleares, Atlético Marbella, UD Montijo, Real Balompédica Linense, Deportivo de La Coruña, UP Langreo, Athletic Club, Atlético de Madrid, FC Barcelona, Real Madrid CF, Real Zaragoza. |             |                           |  |              |                                        |      |  |                                                                     |
| Resultados de los partidos jugados: 1 octubre / 14 octubre |             |                           |  |              |                                        |      |  |                                                                     |

## 3.ª Ronda
|                                                                                          |             |                           |  |              |                                      |      |  |                                                 |
| Albacete Balompié                                                                        | 1 – 0       | CE Sabadell FC            |  | 22 Oct, 1986 | Carlos Belmonte, Albacete            | Rep. |  |                                                 |
|                                                                                          |             |                           |  |              |                                      |      |  |                                                 |
| CD Alcoyano                                                                              | 3 – 0       | Deportivo de La Coruña    |  | 22 Oct, 1986 | El Collao, Alcoy                     | Rep. |  |                                                 |
|                                                                                          |             |                           |  |              |                                      |      |  |                                                 |
| Atlético Baleares                                                                        | 2 – 1       | FC Barcelona Atlètic      |  | 23 Oct, 1986 | Balear, Palma de Mallorca            | Rep. |  |                                                 |
|                                                                                          |             |                           |  |              |                                      |      |  |                                                 |
| SD Eibar                                                                                 | 1 – 0 (pro) | Sevilla FC                |  | 22 Oct, 1986 | Ipurúa, Éibar                        | Rep. |  |                                                 |
|                                                                                          |             |                           |  |              |                                      |      |  |                                                 |
| CF Extremadura                                                                           | 1 – 4       | CD Logroñés               |  | 14 Oct, 1986 | Francisco de la Hera, Almendralejo   |      |  |                                                 |
|                                                                                          |             |                           |  |              |                                      |      |  |                                                 |
| UP Langreo                                                                               | 4 – 2 (pro) | Real Valladolid Deportivo |  | 22 Oct, 1986 | Ganzábal, Langreo                    | Rep. |  |                                                 |
|                                                                                          |             |                           |  |              |                                      |      |  |                                                 |
| UD Las Palmas Atlético                                                                   | 1 – 0       | Real Oviedo               |  | 22 Oct, 1986 | Insular, Las Palmas de Gran Canaria  | Rep. |  |                                                 |
|                                                                                          |             |                           |  |              |                                      |      |  |                                                 |
| Cultural Leonesa                                                                         | 0 – 1       | CD Castellón              |  | 22 Oct, 1986 | Antonio Amilivia, León               | Rep. |  |                                                 |
|                                                                                          |             |                           |  |              |                                      |      |  |                                                 |
| Real Balompédica Linense                                                                 | 1 – 1 (pen) | CD Eldense                |  | 22 Oct, 1986 | La Línea, La Línea de la Concepción  | Rep. |  | Penaltis: x - x favorable al CD Eldense.        |
|                                                                                          |             |                           |  |              |                                      |      |  |                                                 |
| Mallorca Atlético                                                                        | 1 – 1 (pen) | CD Málaga                 |  | 22 Oct, 1986 | Lluís Sitjar, Palma de Mallorca      | Rep. |  | Penaltis: 5 - 4 favorable al Mallorca Atlético. |
|                                                                                          |             |                           |  |              |                                      |      |  |                                                 |
| Atlético Marbella                                                                        | 0 – 0 (pen) | Celta de Vigo             |  | 22 Oct, 1986 | Municipal, Marbella                  | Rep. |  | Penaltis: 4 - 2 favorable al Atlético Marbella. |
|                                                                                          |             |                           |  |              |                                      |      |  |                                                 |
| UD Montijo                                                                               | 0 – 1       | Real Sociedad             |  | 22 Oct, 1986 | Municipal, Montijo                   | Rep. |  |                                                 |
|                                                                                          |             |                           |  |              |                                      |      |  |                                                 |
| CD Ourense                                                                               | 1 – 1 (pen) | CA Osasuna                |  | 22 Oct, 1986 | O Couto, Orense                      | Rep. |  | Penaltis: 0 - 2 favorable al CA Osasuna.        |
|                                                                                          |             |                           |  |              |                                      |      |  |                                                 |
| Real Madrid Aficionados                                                                  | 1 – 0       | Racing de Santander       |  | 21 Oct, 1986 | Ciudad Deportiva, Madrid             | Rep. |  |                                                 |
|                                                                                          |             |                           |  |              |                                      |      |  |                                                 |
| CD Roquetas                                                                              | 0 – 3       | Cádiz CF                  |  | 22 Oct, 1986 | La Algaida, Roquetas de Mar          | Rep. |  |                                                 |
|                                                                                          |             |                           |  |              |                                      |      |  |                                                 |
| San Sebastián CF                                                                         | 1 – 0       | Bilbao Athletic           |  | 22 Oct, 1986 | José Luis Orbegozo, San Sebastián    |      |  |                                                 |
|                                                                                          |             |                           |  |              |                                      |      |  |                                                 |
| Terrassa FC                                                                              | 2 – 3       | UD Las Palmas             |  | 23 Oct, 1986 | Estadi Municipal, Tarrasa            | Rep. |  |                                                 |
|                                                                                          |             |                           |  |              |                                      |      |  |                                                 |
| Torrevieja CF                                                                            | 0 – 2 (pro) | RCD Mallorca              |  | 22 Oct, 1986 | Municipal Vicente García, Torrevieja | Rep. |  |                                                 |
|                                                                                          |             |                           |  |              |                                      |      |  |                                                 |
| Atlético Valdemoro                                                                       | 2 – 3       | Real Betis                |  | 23 Oct, 1986 | Municipal, Valdemoro                 | Rep. |  |                                                 |
|                                                                                          |             |                           |  |              |                                      |      |  |                                                 |
| Villarreal CF                                                                            | 2 – 0       | UD Salamanca              |  | 22 Oct, 1986 | El Madrigal, Villarreal              |      |  |                                                 |
|                                                                                          |             |                           |  |              |                                      |      |  |                                                 |
|                                                                                          |             |                           |  |              |                                      |      |  |                                                 |
| Exentos: Athletic Club, Atlético de Madrid, FC Barcelona, Real Madrid CF, Real Zaragoza. |             |                           |  |              |                                      |      |  |                                                 |
| Resultados de los partidos jugados: 14 octubre / 22 octubre                              |             |                           |  |              |                                      |      |  |                                                 |

## 4.ª Ronda
| Local | Resultado   | Visitante        |  | Detalles del Partido | Detalles del Partido                | Detalles del Partido |  | Notas                                                                 |
| --- | ----------- | ---------------- |  | -------------------- | ----------------------------------- | -------------------- |  | --------------------------------------------------------------------- |
| |             |                  |  |                      |                                     |                      |  |                                                                       |
| Albacete Balompié                                                                                              | 1 – 2       | CA Osasuna       |  | 5 Nov, 1986          | Carlos Belmonte, Albacete           | Rep.                 |  |                                                                       |
| |             |                  |  |                      |                                     |                      |  |                                                                       |
| CD Alcoyano | 0 – 0 (pen) | Cádiz CF         |  | 5 Nov, 1986          | El Collao, Alcoy                    | Rep.                 |  | Penaltis: 8 - 9 favorable al Cádiz CF.                                |
| |             |                  |  |                      |                                     |                      |  |                                                                       |
| Atlético Baleares                                                                                              | 2 – 4 (pro) | RCD Mallorca     |  | 13 Nov, 1986         | Balear, Palma de Mallorca           | Rep.                 |  |                                                                       |
| |             |                  |  |                      |                                     |                      |  |                                                                       |
| UP Langreo | 2 – 0       | CD Castellón     |  | 18 Nov, 1986         | Ganzábal, Langreo                   | Rep.                 |  | Partido pospuesto por intoxicación de los jugadores del CD Castellón. |
| |             |                  |  |                      |                                     |                      |  |                                                                       |
| UD Las Palmas Atlético                                                                                         | 0 – 1 (pro) | CD Logroñés      |  | 5 Nov, 1986          | Insular, Las Palmas de Gran Canaria | Rep.                 |  |                                                                       |
| |             |                  |  |                      |                                     |                      |  |                                                                       |
| Mallorca Atlético                                                                                              | 3 – 2 (pro) | San Sebastián CF |  | 6 Nov, 1986          | Lluís Sitjar, Palma de Mallorca     | Rep.                 |  |                                                                       |
| |             |                  |  |                      |                                     |                      |  |                                                                       |
| Atlético Marbella                                                                                              | 0 – 0 (pen) | Real Betis       |  | 5 Nov, 1986          | Municipal, Marbella                 | Rep.                 |  | Penaltis: 3 - 4 favorable al Real Betis.                              |
| |             |                  |  |                      |                                     |                      |  |                                                                       |
| Real Madrid Aficionados                                                                                        | 3 – 1 (pro) | UD Las Palmas    |  | 5 Nov, 1986          | Ciudad Deportiva, Madrid            | Rep.                 |  |                                                                       |
| |             |                  |  |                      |                                     |                      |  |                                                                       |
| Villarreal CF                                                                                                  | 0 – 1       | Real Sociedad    |  | 5 Nov, 1986          | El Madrigal, Villarreal             | Rep.                 |  |                                                                       |
| |             |                  |  |                      |                                     |                      |  |                                                                       |
| |             |                  |  |                      |                                     |                      |  |                                                                       |
| Exentos: CD Eldense, SD Eibar, Athletic Club, Atlético de Madrid, FC Barcelona, Real Madrid CF, Real Zaragoza. |             |                  |  |                      |                                     |                      |  |                                                                       |

## Fase final
|  | Octavos de Final | Octavos de Final        | Octavos de Final        | Octavos de Final | Octavos de Final |    |                    | Cuartos de Final | Cuartos de Final | Cuartos de Final | Cuartos de Final | Cuartos de Final |  |  | Semifinales | Semifinales | Semifinales        | Semifinales | Semifinales |  |  | Final | Final | Final | Final | Final |  |  |
|  |                  |                         |                         |                  |                  |    |                    |                  |                  |                  |                  |                  |  |  |             |             |                    |             |             |  |  |       |       |       |       |       |  |  |
|  |                  | FC Barcelona            | 0                       | 1                | 1                |    |                    |                  |                  |                  |                  |                  |  |  |             |             |                    |             |             |  |  |       |       |       |       |       |  |  |
|  |                  | CA Osasuna (5 - 4 p)    | 1                       | 0                | 1                |    |                    |                  |                  |                  |                  |                  |  |  |             |             |                    |             |             |  |  |       |       |       |       |       |  |  |
|  |                  | CA Osasuna (5 - 4 p)    | 1                       | 0                | 1                |    | CA Osasuna         | 1                | 1                | 2                |                  |                  |  |  |             |             |                    |             |             |  |  |       |       |       |       |       |  |  |
|  |                  |                         |                         |                  |                  |    | CA Osasuna         | 1                | 1                | 2                |                  |                  |  |  |             |             |                    |             |             |  |  |       |       |       |       |       |  |  |
|  |                  |                         | Real Madrid CF          | 2                | 4                | 6  |                    |                  |                  |                  |                  |                  |  |  |             |             |                    |             |             |  |  |       |       |       |       |       |  |  |
|  |                  | Cádiz CF                | Real Madrid CF          | 2                | 4                | 6  | 0                  | 1                | 1                |                  |                  |                  |  |  |             |             |                    |             |             |  |  |       |       |       |       |       |  |  |
|  |                  | Cádiz CF                |                         |                  |                  |    | 0                  | 1                | 1                |                  |                  |                  |  |  |             |             |                    |             |             |  |  |       |       |       |       |       |  |  |
|  |                  | Real Madrid CF          | 0                       | 6                | 6                |    |                    |                  |                  |                  |                  |                  |  |  |             |             |                    |             |             |  |  |       |       |       |       |       |  |  |
|  |                  |                         |                         |                  |                  |    |                    |                  | Real Madrid CF   | 3                | 0                | 3                |  |  |             |             |                    |             |             |  |  |       |       |       |       |       |  |  |
|  |                  |                         |                         |                  |                  |    |                    |                  |                  |                  |                  |                  |  |  |             |             |                    |             |             |  |  |       |       |       |       |       |  |  |
|  |                  |                         | Atlético de Madrid      | 2                | 2                | 4  |                    |                  |                  |                  |                  |                  |  |  |             |             |                    |             |             |  |  |       |       |       |       |       |  |  |
|  |                  | Atlético de Madrid      | Atlético de Madrid      | 2                | 2                | 4  | 1                  | 3                | 4                |                  |                  |                  |  |  |             |             |                    |             |             |  |  |       |       |       |       |       |  |  |
|  |                  | Atlético de Madrid      |                         |                  |                  |    | 1                  | 3                | 4                |                  |                  |                  |  |  |             |             |                    |             |             |  |  |       |       |       |       |       |  |  |
|  |                  | Real Madrid Aficionados | 0                       | 1                | 1                |    |                    |                  |                  |                  |                  |                  |  |  |             |             |                    |             |             |  |  |       |       |       |       |       |  |  |
|  |                  | Real Madrid Aficionados | 0                       | 1                | 1                |    | Atlético de Madrid | 1                | 3                | 4                |                  |                  |  |  |             |             |                    |             |             |  |  |       |       |       |       |       |  |  |
|  |                  |                         |                         |                  |                  |    | Atlético de Madrid | 1                | 3                | 4                |                  |                  |  |  |             |             |                    |             |             |  |  |       |       |       |       |       |  |  |
|  |                  |                         | RCD Mallorca            | 0                | 1                | 1  |                    |                  |                  |                  |                  |                  |  |  |             |             |                    |             |             |  |  |       |       |       |       |       |  |  |
|  |                  | Real Zaragoza           | RCD Mallorca            | 0                | 1                | 1  | 1                  | 0                | 1                |                  |                  |                  |  |  |             |             |                    |             |             |  |  |       |       |       |       |       |  |  |
|  |                  | Real Zaragoza           |                         |                  |                  |    | 1                  | 0                | 1                |                  |                  |                  |  |  |             |             |                    |             |             |  |  |       |       |       |       |       |  |  |
|  |                  | RCD Mallorca            | 0                       | 2                | 2                |    |                    |                  |                  |                  |                  |                  |  |  |             |             |                    |             |             |  |  |       |       |       |       |       |  |  |
|  |                  |                         |                         |                  |                  |    |                    |                  |                  |                  |                  |                  |  |  |             |             | Atlético de Madrid | 2           |             |  |  |       |       |       |       |       |  |  |
|  |                  |                         |                         |                  |                  |    |                    |                  |                  |                  |                  |                  |  |  |             |             |                    |             |             |  |  |       |       |       |       |       |  |  |
|  |                  |                         | Real Sociedad (2 - 4 p) | 2                |                  |    |                    |                  |                  |                  |                  |                  |  |  |             |             |                    |             |             |  |  |       |       |       |       |       |  |  |
|  |                  | Mallorca Atlético       | Real Sociedad (2 - 4 p) | 2                | 3                | 0  | 3                  |                  |                  |                  |                  |                  |  |  |             |             |                    |             |             |  |  |       |       |       |       |       |  |  |
|  |                  | Mallorca Atlético       |                         |                  | 3                | 0  | 3                  |                  |                  |                  |                  |                  |  |  |             |             |                    |             |             |  |  |       |       |       |       |       |  |  |
|  |                  | CD Eldense              | 1                       | 1                | 2                |    |                    |                  |                  |                  |                  |                  |  |  |             |             |                    |             |             |  |  |       |       |       |       |       |  |  |
|  |                  | CD Eldense              | 1                       | 1                | 2                |    | Mallorca Atlético  | 0                | 1                | 1                |                  |                  |  |  |             |             |                    |             |             |  |  |       |       |       |       |       |  |  |
|  |                  |                         |                         |                  |                  |    | Mallorca Atlético  | 0                | 1                | 1                |                  |                  |  |  |             |             |                    |             |             |  |  |       |       |       |       |       |  |  |
|  |                  |                         | Real Sociedad           | 0                | 10               | 10 |                    |                  |                  |                  |                  |                  |  |  |             |             |                    |             |             |  |  |       |       |       |       |       |  |  |
|  |                  | SD Eibar                | Real Sociedad           | 0                | 10               | 10 | 0                  | 0                | 0                |                  |                  |                  |  |  |             |             |                    |             |             |  |  |       |       |       |       |       |  |  |
|  |                  | SD Eibar                |                         |                  |                  |    | 0                  | 0                | 0                |                  |                  |                  |  |  |             |             |                    |             |             |  |  |       |       |       |       |       |  |  |
|  |                  | Real Sociedad           | 2                       | 2                | 4                |    |                    |                  |                  |                  |                  |                  |  |  |             |             |                    |             |             |  |  |       |       |       |       |       |  |  |
|  |                  |                         |                         |                  |                  |    |                    |                  | Real Sociedad    | 0                | 1                | 1                |  |  |             |             |                    |             |             |  |  |       |       |       |       |       |  |  |
|  |                  |                         |                         |                  |                  |    |                    |                  |                  |                  |                  |                  |  |  |             |             |                    |             |             |  |  |       |       |       |       |       |  |  |
|  |                  |                         | Athletic Club           | 0                | 0                | 0  |                    |                  |                  |                  |                  |                  |  |  |             |             |                    |             |             |  |  |       |       |       |       |       |  |  |
|  |                  | UP Langreo              | Athletic Club           | 0                | 0                | 0  | 0                  | 1                | 1                |                  |                  |                  |  |  |             |             |                    |             |             |  |  |       |       |       |       |       |  |  |
|  |                  | UP Langreo              |                         |                  |                  |    | 0                  | 1                | 1                |                  |                  |                  |  |  |             |             |                    |             |             |  |  |       |       |       |       |       |  |  |
|  |                  | Athletic Club           | 1                       | 4                | 5                |    |                    |                  |                  |                  |                  |                  |  |  |             |             |                    |             |             |  |  |       |       |       |       |       |  |  |
|  |                  | Athletic Club           | 1                       | 4                | 5                |    | Athletic Club      | 2                | 0                | 2                |                  |                  |  |  |             |             |                    |             |             |  |  |       |       |       |       |       |  |  |
|  |                  |                         |                         |                  |                  |    | Athletic Club      | 2                | 0                | 2                |                  |                  |  |  |             |             |                    |             |             |  |  |       |       |       |       |       |  |  |
|  |                  |                         | CD Logroñés             | 0                | 1                | 1  |                    |                  |                  |                  |                  |                  |  |  |             |             |                    |             |             |  |  |       |       |       |       |       |  |  |
|  |                  | Real Betis              | CD Logroñés             | 0                | 1                | 1  | 0                  | 1                | 1                |                  |                  |                  |  |  |             |             |                    |             |             |  |  |       |       |       |       |       |  |  |
|  |                  | Real Betis              |                         |                  |                  |    | 0                  | 1                | 1                |                  |                  |                  |  |  |             |             |                    |             |             |  |  |       |       |       |       |       |  |  |
|  |                  | CD Logroñés             | 0                       | 3                | 3                |    |                    |                  |                  |                  |                  |                  |  |  |             |             |                    |             |             |  |  |       |       |       |       |       |  |  |

### Octavos de final
Los Octavos de Final de la Copa del Rey se disputaron los días 28/29 de enero (Ida) y 11 de febrero de 1986 (Vuelta):
- El sorteo se llevó a cabo el 9 de enero de 1987 en la sede de la Real Federación Española de Fútbol.[8]

- Los Octavos los disputaron los 11 equipos que vencieron las anteriores rondas más los 5 equipos exentos por estar jugando competición Europea.
- De los 16 clubes del cuadro, 10 pertenecían a Primera, 1 a Segunda División (CD Logroñés), 2 a 2.ª División B (SD Eibar y Mallorca Atlético) y 3 a Tercera División (UP Langreo, CD Eldense y Real Madrid Aficionados).
- Los octavos de final a diferencia de las rondas anteriores, se disputan a doble partido, pasando a la siguiente fase el equipo con mayor resultado global.

| Local Ida          | Global | Global      | Global | Local Vuelta            | Ida   | Vuelta        |
| ------------------ | ------ | ----------- | ------ | ----------------------- | ----- | ------------- |
|                    |        |             |        |                         |       |               |
| FC Barcelona       |        | 1 – 1 (pen) |        | CA Osasuna              | 0 - 1 | 0 - 1 / 5 - 4 |
|                    |        |             |        |                         |       |               |
| Cádiz CF           |        | 1 – 6       |        | Real Madrid CF          | 0 - 0 | 6 - 1         |
|                    |        |             |        |                         |       |               |
| Atlético de Madrid |        | 4 – 1       |        | Real Madrid Aficionados | 1 - 0 | 1 - 3         |
|                    |        |             |        |                         |       |               |
| Real Zaragoza      |        | 1 – 2 (pro) |        | RCD Mallorca            | 1 - 0 | 2 - 0         |
|                    |        |             |        |                         |       |               |
| Mallorca Atlético  |        | 3 – 2       |        | CD Eldense              | 3 - 1 | 1 - 0         |
|                    |        |             |        |                         |       |               |
| SD Eibar           |        | 0 – 4       |        | Real Sociedad           | 0 - 2 | 2 - 0         |
|                    |        |             |        |                         |       |               |
| UP Langreo         |        | 1 – 5       |        | Athletic Club           | 0 - 1 | 4 - 1         |
|                    |        |             |        |                         |       |               |
| Real Betis         |        | 1 – 3       |        | CD Logroñés             | 0 - 0 | 3 - 1         |
|                    |        |             |        |                         |       |               |

### Cuartos de final
Los Cuartos de Final de la Copa del Rey se disputaron los días 25 de febrero (Ida) y 11 de marzo de 1987 (Vuelta):
- El sorteo se llevó a cabo el 12 de febrero de 1987 en la sede de la Real Federación Española de Fútbol.[9]

- La disputaron los 8 equipos que vencieron la anterior ronda, todos ellos de Primera, salvo el CD Logroñés de Segunda y el Mallorca Atlético de Segunda B.
- Al igual que en toda la fase final, la eliminatoria se disputó a doble partido, pasando a la siguiente fase el equipo con mayor resultado global.

| Local Ida          | Global | Global | Global | Local Vuelta   | Ida   | Vuelta |
| ------------------ | ------ | ------ | ------ | -------------- | ----- | ------ |
|                    |        |        |        |                |       |        |
| CA Osasuna         |        | 2 – 6  |        | Real Madrid CF | 1 - 2 | 4 - 1  |
|                    |        |        |        |                |       |        |
| Atlético de Madrid |        | 4 – 1  |        | RCD Mallorca   | 1 - 0 | 1 - 3  |
|                    |        |        |        |                |       |        |
| Mallorca Atlético  |        | 1 – 10 |        | Real Sociedad  | 0 - 0 | 10 - 1 |
|                    |        |        |        |                |       |        |
| Athletic Club      |        | 2 – 1  |        | CD Logroñés    | 2 - 0 | 1 - 0  |
|                    |        |        |        |                |       |        |

#### CA Osasuna - Real Madrid CF
| Ida | 25 de febrero de 1987 | CA Osasuna | 1 – 2        | Real Madrid CF | Pamplona |  |  |
| Ida | 20:30 CET | Rípodas 45+2' | Reporte      | Valdano 15' · Hugo Sánchez 54' | Estadio: El Sadar Asistencia: — Árbitro: Pes Pérez                                                                                      |  |  |
| Ida | | |              | | |  |  |
| Ida | Unzué - De Luis, Castañeda, Lecumberri, Ibáñez - Lumbreras, Rípodas, Bustingorri ( 45' Sola) - Goikoetxea, Robinson, Martín ( 65' Orejuela) | Unzué - De Luis, Castañeda, Lecumberri, Ibáñez - Lumbreras, Rípodas, Bustingorri ( 45' Sola) - Goikoetxea, Robinson, Martín ( 65' Orejuela) | Alineaciones | Buyo - Chendo, Salguero, Sanchís, Solana - Gordillo, Míchel ( 85' Martín Vázquez), Gallego - Juanito ( 80' Mino), Hugo Sánchez, Valdano | Buyo - Chendo, Salguero, Sanchís, Solana - Gordillo, Míchel ( 85' Martín Vázquez), Gallego - Juanito ( 80' Mino), Hugo Sánchez, Valdano |  |  |

| Vuelta | 11 de marzo de 1987 | Real Madrid CF | 4 – 1 | CA Osasuna | Madrid |  |  |
| Vuelta | 21:00 CET | Hugo Sánchez 13' · Gordillo 43' 52' · Santillana 58'                                                                                               | Reporte (enlace roto disponible en Internet Archive; véase el historial, la primera versión y la última). | Rípodas 40' | Estadio: Santiago Bernabéu Asistencia: 30.000 Árbitro: Valdés Sánchez                                                                                      |  |  |
| Vuelta | | | | | |  |  |
| Vuelta | Buyo - Chendo, Camacho ( 46' Solana), Mino ( ), Sanchís - Gordillo, Martín Vázquez, Míchel - Hugo Sánchez ( 65' Pardeza), Gallego ( ), Santillana, | Buyo - Chendo, Camacho ( 46' Solana), Mino ( ), Sanchís - Gordillo, Martín Vázquez, Míchel - Hugo Sánchez ( 65' Pardeza), Gallego ( ), Santillana, | Alineaciones                                                                                              | Unzué - De Luis ( 62' Ibáñez), Castañeda, Lecumberri, Mina ( ) - Martín González, Rípodas ( 52' Pedersen ( ), Bernardo, Orejuela - Bustingorri ( ), Martín | Unzué - De Luis ( 62' Ibáñez), Castañeda, Lecumberri, Mina ( ) - Martín González, Rípodas ( 52' Pedersen ( ), Bernardo, Orejuela - Bustingorri ( ), Martín |  |  |

#### Atlético de Madrid - RCD Mallorca
| Ida | 25 de febrero de 1987                                                                                                  | Atlético de Madrid | 1 – 0        | RCD Mallorca | Madrid |  |  |
| Ida | 21:00 CET | Landáburu 90+1' | Reporte      | | Estadio: Vicente Calderón Asistencia: 25.000 Árbitro: Andújar Oliver                                                                                    |  |  |
| Ida | | |              | | |  |  |
| Ida | Mejías - Tomás, Sergio, Arteche, Rodolfo - Mínguez, Landáburu, Marina, Llorente - Da Silva, Julio Salinas ( 63' Rubio) | Mejías - Tomás, Sergio, Arteche, Rodolfo - Mínguez, Landáburu, Marina, Llorente - Da Silva, Julio Salinas ( 63' Rubio) | Alineaciones | Zaki - García Jiménez, Bonet ( ), Luis García, Chano - Orejuela, Bernal, Pepe Bonet, Higuera ( 49'), Magdaleno ( 65' Izquierdo), Trobiani ( 85' Puskas) | Zaki - García Jiménez, Bonet ( ), Luis García, Chano - Orejuela, Bernal, Pepe Bonet, Higuera ( 49'), Magdaleno ( 65' Izquierdo), Trobiani ( 85' Puskas) |  |  |

| Vuelta | 11 de marzo de 1987 | RCD Mallorca | 1 – 3        | Atlético de Madrid | Palma de Mallorca |  |  |
| Vuelta | 21:00 CET | Orejuela 18' | Reporte      | Uralde 8' 13' · Landáburu 40' | Estadio: Lluís Sitjar Asistencia: — Árbitro: Urízar Azpitarte                                                                                      |  |  |
| Vuelta | | |              | | |  |  |
| Vuelta | Zaki ( 45' Mallo) - Chano ( 74' ), Luis García, Bernal ( 63' ), García Jiménez ( 64' Puskas) - Orejuela ( 68' ), Crespi, Pepe Bonet, Trobiani - Magdaleno, Hassan | Zaki ( 45' Mallo) - Chano ( 74' ), Luis García, Bernal ( 63' ), García Jiménez ( 64' Puskas) - Orejuela ( 68' ), Crespi, Pepe Bonet, Trobiani - Magdaleno, Hassan | Alineaciones | Mejías - Tomás, Sergio, Arteche, Rodolfo - Mínguez ( 84' Ruiz), Landáburu, Setién, Rubén Bilbao ( 55' Julio Prieto ( 56' ) - Uralde, Julio Salinas | Mejías - Tomás, Sergio, Arteche, Rodolfo - Mínguez ( 84' Ruiz), Landáburu, Setién, Rubén Bilbao ( 55' Julio Prieto ( 56' ) - Uralde, Julio Salinas |  |  |

#### Mallorca Atlético - Real Sociedad
| Ida | 25 de febrero de 1987                                                                                     | Mallorca Atlético                                                                                         | 0 – 0        | Real Sociedad | Palma de Mallorca |  |  |
| Ida | 21:00 CET                                                                                                 | | Reporte      | | Estadio: Lluís Sitjar Asistencia: — Árbitro: Crespo Aurré                                                              |  |  |
| Ida | | |              | | |  |  |
| Ida | Villalvilla - Fortunato, Salas, Pastor, Toro - Obrador, Tomás, Nadal, Aleña - Bonnin ( 85' Soria), Molina | Villalvilla - Fortunato, Salas, Pastor, Toro - Obrador, Tomás, Nadal, Aleña - Bonnin ( 85' Soria), Molina | Alineaciones | Arconada - Bakero, López Rekarte, Larrañaga, Górriz - Gajate, Mújica, 'Txiki' Begiristain, Loren - Zamora, Begiristain | Arconada - Bakero, López Rekarte, Larrañaga, Górriz - Gajate, Mújica, 'Txiki' Begiristain, Loren - Zamora, Begiristain |  |  |

| Vuelta | 11 de marzo de 1987 | Real Sociedad | 10 – 1       | Mallorca Atlético | San Sebastián |  |  |
| Vuelta | 20:15 CET | Górriz 4' 32' · Bakero 10' 86' · 'Txiki' Begiristain 33' 65' · Loren 47' 56' · Zamora 53' · Mújica 68'                                     | Reporte      | Molina 89' | Estadio: Atotxa Asistencia: — Árbitro: Marín López                                                                        |  |  |
| Vuelta | | |              | | |  |  |
| Vuelta | Arconada - Bakero, Górriz, Larrañaga, Gajate ( 43' Sagarzazu) - Uria, Mújica, Zamora - 'Txiki' Begiristain, Loren ( 58' Zubillaga), Bakero | Arconada - Bakero, Górriz, Larrañaga, Gajate ( 43' Sagarzazu) - Uria, Mújica, Zamora - 'Txiki' Begiristain, Loren ( 58' Zubillaga), Bakero | Alineaciones | Villalvilla - Soria, Pastor ( 50' Ramis),, Doro, Salas, Fortunato - Nadal, Bonnin, Tomás - Obrador ( 62' Salburi), Molina | Villalvilla - Soria, Pastor ( 50' Ramis),, Doro, Salas, Fortunato - Nadal, Bonnin, Tomás - Obrador ( 62' Salburi), Molina |  |  |

#### Athletic Club - CD Logroñés
| Ida | 25 de febrero de 1987 | Athletic Club | 2 – 0        | CD Logroñés | Bilbao |  |  |
| Ida | 20:15 CET | Sarriugarte 34' · Urtubi 69' (pen.) | Reporte      | | Estadio: San Mamés Asistencia: — Árbitro: Miguel Pérez                                                                                               |  |  |
| Ida | | |              | | |  |  |
| Ida | Biurrun - Urquiaga, Andrinúa, Goikoetxea, De la Fuente - Gallego, Patxi Salinas, Urtubi - Endika, Sarabia, Sarriugarte ( 85' Pizo Gómez) | Biurrun - Urquiaga, Andrinúa, Goikoetxea, De la Fuente - Gallego, Patxi Salinas, Urtubi - Endika, Sarabia, Sarriugarte ( 85' Pizo Gómez) | Alineaciones | Moncaleán - Comas, Martín, Adriano Cano, López Pérez - Noly, Casimiro, Albis, Sánchez Lorenzo - Adolfo Muñoz ( 8' Campbell), Belanche ( 56' Latapia) | Moncaleán - Comas, Martín, Adriano Cano, López Pérez - Noly, Casimiro, Albis, Sánchez Lorenzo - Adolfo Muñoz ( 8' Campbell), Belanche ( 56' Latapia) |  |  |

| Vuelta | 11 de marzo de 1987 | CD Logroñés | 1 – 0        | Athletic Club | Logroño |  |  |
| Vuelta | 20:30 CET | Noly 31' | Reporte      | | Estadio: Las Gaunas Asistencia: — Árbitro: Soriano Aladrén                                                                                      |  |  |
| Vuelta | | |              | | |  |  |
| Vuelta | Moncaleán - Comas, López Pérez, Martín ( ), Noly - Sánchez Lorenzo, Albis, Abadía, Lotina ( 64' Campbell) - Adolfo Muñoz, Latapia | Moncaleán - Comas, López Pérez, Martín ( ), Noly - Sánchez Lorenzo, Albis, Abadía, Lotina ( 64' Campbell) - Adolfo Muñoz, Latapia | Alineaciones | Biurrun - Urquiaga, Andrinúa, Goikoetxea, Pizo Gómez - Patxi Salinas, Urtubi, Elgezábal - Endika ( ), Sarabia ( 80' Luis Fernando), Sarriugarte | Biurrun - Urquiaga, Andrinúa, Goikoetxea, Pizo Gómez - Patxi Salinas, Urtubi, Elgezábal - Endika ( ), Sarabia ( 80' Luis Fernando), Sarriugarte |  |  |

### Semifinales
Las Semifinales de la Copa del Rey se disputaron los días 3 y 10 de junio de 1987 (Ida y vuelta):
- El sorteo se llevó a cabo el 14 de mayo de 1987 en la sede de la Real Federación Española de Fútbol.[10]

- La disputaron los 4 equipos que vencieron la anterior ronda, siendo todos ellos de Primera.
- Al igual que en toda la fase final, la eliminatoria se disputó a doble partido, pasando a la final el equipo con mayor resultado global.

| Local Ida      | Global | Global | Global | Local Vuelta       | Ida   | Vuelta |
| -------------- | ------ | ------ | ------ | ------------------ | ----- | ------ |
|                |        |        |        |                    |       |        |
| Real Madrid CF |        | 3 – 4  |        | Atlético de Madrid | 3 - 2 | 2 - 0  |
|                |        |        |        |                    |       |        |
| Real Sociedad  |        | 1 – 0  |        | Athletic Club      | 0 - 0 | 0 - 1  |
|                |        |        |        |                    |       |        |

#### Real Madrid CF - Atlético de Madrid
| Ida | 3 de junio de 1987 | Real Madrid CF | 3 – 2        | Atlético de Madrid | Madrid |  |  |
| Ida | 21:00 CET | Hugo Sánchez 10' 56' · Butragueño 54'                                                                                      | Reporte      | Quique Ramos 65' · Marina 85' | Estadio: Santiago Bernabéu Asistencia: 60.000 Árbitro: Merino González                                                                           |  |  |
| Ida | | |              | | |  |  |
| Ida | Buyo - Chendo, Solana, Martín Vázquez, Sanchís - Gordillo, Butragueño, Míchel ( ) - Hugo Sánchez, Gallego ( ), Pardeza ( ) | Buyo - Chendo, Solana, Martín Vázquez, Sanchís - Gordillo, Butragueño, Míchel ( ) - Hugo Sánchez, Gallego ( ), Pardeza ( ) | Alineaciones | Abel - Tomás ( ), Sergio, Ruiz, Rodolfo ( ) - Julio Prieto, Landáburu ( 45' Marina), Rubio, Quique Ramos - Uralde, Da Silva ( 55' Julio Salinas) | Abel - Tomás ( ), Sergio, Ruiz, Rodolfo ( ) - Julio Prieto, Landáburu ( 45' Marina), Rubio, Quique Ramos - Uralde, Da Silva ( 55' Julio Salinas) |  |  |

| Vuelta | 10 de junio de 1987 | Atlético de Madrid | 2 – 0        | Real Madrid CF | Madrid |  |  |
| Vuelta | 21:00 CET | Uralde 56' · Marina 69' | Reporte      | | Estadio: Vicente Calderón Asistencia: — Árbitro: Merino González |  |  |
| Vuelta | | |              | | |  |  |
| Vuelta | Abel - Tomás, Ruiz, Sergio ( ), Rodolfo ( 85') - Julio Prieto ( ) ( 75' Arteche), Landáburu, Rubio, Marina ( 80' Clemente) - Da Silva, Uralde | Abel - Tomás, Ruiz, Sergio ( ), Rodolfo ( 85') - Julio Prieto ( ) ( 75' Arteche), Landáburu, Rubio, Marina ( 80' Clemente) - Da Silva, Uralde | Alineaciones | Buyo ( ) - Chendo, Gallego, Solana - Salguero ( 77' Santillana), Míchel ( 89'), Sanchís, Martín Vázquez, Gordillo - Butragueño ( 70' Pardeza ( 87'), Hugo Sánchez ( ) | Buyo ( ) - Chendo, Gallego, Solana - Salguero ( 77' Santillana), Míchel ( 89'), Sanchís, Martín Vázquez, Gordillo - Butragueño ( 70' Pardeza ( 87'), Hugo Sánchez ( ) |  |  |

#### Real Sociedad - Athletic Club
| Ida | 3 de junio de 1987 | Real Sociedad | 0 – 0        | Athletic Club | San Sebastián |  |  |
| Ida | 20:15 CET | | Reporte      | | Estadio: Atotxa Asistencia: — Árbitro: Soriano Aladrén                                                                |  |  |
| Ida | | |              | | |  |  |
| Ida | Arconada - Bakero, Górriz, Larrañaga, Gajate - López Rekarte, Mújica ( 45' López Ufarte), Zubillaga ( 47' Loren), Zamora - 'Txiki' Begiristain, Bakero | Arconada - Bakero, Górriz, Larrañaga, Gajate - López Rekarte, Mújica ( 45' López Ufarte), Zubillaga ( 47' Loren), Zamora - 'Txiki' Begiristain, Bakero | Alineaciones | Biurrun - Urquiaga, Andrinúa, Goikoetxea, De la Fuente - Patxi Salinas, Pizo Gómez, Gallego, Urtubi - Endika, Noriega | Biurrun - Urquiaga, Andrinúa, Goikoetxea, De la Fuente - Patxi Salinas, Pizo Gómez, Gallego, Urtubi - Endika, Noriega |  |  |

| Vuelta | 10 de junio de 1987 | Athletic Club | 0 – 1        | Real Sociedad | Bilbao |  |  |
| Vuelta | 20:15 CET | | Reporte      | Bakero 25' | Estadio: San Mamés Asistencia: 42.000 Árbitro: Soriano Aladrén                                                                                    |  |  |
| Vuelta | | |              | | |  |  |
| Vuelta | Biurrun - Urquiaga, Andrinúa ( 45' Sarabia), Goikoetxea, De la Fuente - Gallego, Patxi Salinas ( 90+1' ), Urtubi - Pizo Gómez, Endika, Noriega ( 76' Sarriugarte) | Biurrun - Urquiaga, Andrinúa ( 45' Sarabia), Goikoetxea, De la Fuente - Gallego, Patxi Salinas ( 90+1' ), Urtubi - Pizo Gómez, Endika, Noriega ( 76' Sarriugarte) | Alineaciones | Arconada - Sagarzazu, Górriz, Gajate, López Rekarte - Larrañaga, Begiristain ( 81' López Ufarte), Zamora - Mújica ( 90+1' ), Bakero, López Ufarte | Arconada - Sagarzazu, Górriz, Gajate, López Rekarte - Larrañaga, Begiristain ( 81' López Ufarte), Zamora - Mújica ( 90+1' ), Bakero, López Ufarte |  |  |

### Final
|                    |               |
|                    | 2 – 2 (2 - 4) |
| Atlético de Madrid | Real Sociedad |

| 27 de junio de 1987 20:30 CET                 | Atlético de Madrid                            | 2 – 2          | Real Sociedad                             | Zaragoza Estadio: La Romareda Asistencia: 40.000 Árbitro: Ramos Marcos |
| 27 de junio de 1987 20:30 CET                 | Da Silva 24' · Rubio 74'                      | Reporte        | López Ufarte 9' · 'Txiki' Begiristain 35' | Zaragoza Estadio: La Romareda Asistencia: 40.000 Árbitro: Ramos Marcos |
| · Rubio · Da Silva · Landáburu · Quique Ramos | · Rubio · Da Silva · Landáburu · Quique Ramos | Penaltis 2 - 4 | Bakero Mújica Beguiristain Larrañaga      | Bakero Mújica Beguiristain Larrañaga                                   |

| | |              | | |  |  |
| Abel Resino · Tomás Reñones · () - Miguel Ángel Ruiz · ( 21' ) - Sergio Morgado · Quique Ramos · Julio Prieto · Jesús Landáburu · ( 56' Julio Salinas) - Roberto Marina · ( 86' Quique Setién) - Pedro Uralde · Jorge Da Silva · Juan José Rubio · Entrenador: Luis Aragonés | Abel Resino · Tomás Reñones · () - Miguel Ángel Ruiz · ( 21' ) - Sergio Morgado · Quique Ramos · Julio Prieto · Jesús Landáburu · ( 56' Julio Salinas) - Roberto Marina · ( 86' Quique Setién) - Pedro Uralde · Jorge Da Silva · Juan José Rubio · Entrenador: Luis Aragonés | Alineaciones | Luis Arconada - () · Javier Sagarzazu · Alberto Górriz · Agustín Gajate · Luis Dadíe - ( 101' ) · Luis María López Rekarte ( 54' ) · Juan Antonio Larrañaga · Jesús María Zamora ( 37' ) - ( 86' Juan María Mújica) · Roberto López Ufarte - ( 104' Martín Begiristáin) · José Mari Bakero · 'Txiki' Begiristain · Entrenador: John Toshack | Luis Arconada - () · Javier Sagarzazu · Alberto Górriz · Agustín Gajate · Luis Dadíe - ( 101' ) · Luis María López Rekarte ( 54' ) · Juan Antonio Larrañaga · Jesús María Zamora ( 37' ) - ( 86' Juan María Mújica) · Roberto López Ufarte - ( 104' Martín Begiristáin) · José Mari Bakero · 'Txiki' Begiristain · Entrenador: John Toshack |  |  |

|  |             |
|  | 1.er título |